# Karim López
Karim Hiram López Mondaca (Sonora, 12 de abril de 2007) es un baloncestista mexicano que pertenece a la plantilla de New Zealand Breakers. Con 2,06 metros de estatura, juega en la posición de alero. Es considerado de los mejores prospectos extranjeros para el draft de la NBA de la clase 2026.

## Trayectoria deportiva
Nacido en Hermosillo Sonora, es hijo de Jesús ‘Chino’ López ex seleccionador mexicano. 
En la temporada 2022-23, forma parte del equipo júnior del Club Joventut Badalona y del filial de la Liga EBA.
En la temporada 2023-24, jugaría en las filas del CB Prat de la Liga LEB Oro, club vinculado al club verdinegro.De igual manera jugaría con el equipo U18 del Joventut para disputar el Next Gen Euroleague destacando en el torneo en París 2023-2024 ya que a su corta edad sorprendió con números finales de 17.7 pts por juego, 10.5 rebotes por juego y 2 tapones.
El 10 de marzo de 2024, hace su debut en Liga Endesa en un partido frente al Baxi Manresa, con apenas 16 años en el que participó 3 minutos y 9 segundos en el duelo ‘catalán’. En el encuentro sumó dos puntos, un rebote ofensivo y un tapón. 
El 9 de agosto de 2024, se hace oficial su fichaje con New Zealand Breakers como parte del NBL's Next Stars, que es un programa innovador de desarrollo de jugadores. 

### Internacional
Participó en el Centrobasket U15 2022, donde obtendría el tercer lugar con México y sería reconocido dentro del quinteto ideal del torneo, con números finales por juego de: 15.2 pts., 9.8 rebotes, 2.2 tapas.
En el verano del 2023 jugaría con México el Fiba Américas U16 donde a nivel individual se destacaría al ser el máximo anotador del torneo, segundo en rebotes , primero en tapones, finalizando con números por juego de: 20.5 pts., 12.2 rebotes, 2.8 tapones.
El 23 de febrero de 2024, debutó con la Selección de baloncesto de México absoluta, dirigida por Omar Quintero en un partido de clasificación para la Americup 2025 ante República Dominicana.
Participaría en el FIBA Olympic Qualifying Tournament 2024 donde el 4 de julio anotaría sus primeros puntos con el jersey de México siendo el rival Costa de marfil, terminaría el torneo con promedios de 5.7 ppg, 3.3 rpg.